# لمبيرة هندوراسية
اللمبيرة الهندوراسية (بالإسبانية: lempira hondureño) (رمز أيزو 4217: HNL) هي العملة المستخدمة في هندوراس.